# 尾紋擬毒鮋
尾紋擬毒鮋（学名：Pseudosynanceia melanostigma）為輻鰭魚綱鮋形目鮋亞目毒鮋科的其中一種，為亞熱帶魚類，分布於西印度洋半鹹水及海域，體長可達13公分，棲息在泥底質底層水域，生活習性不明，具有毒性。